# Killiit (Qeqertarsuaq)
Killiit [kiˈɬːiːt] (nach alter Rechtschreibung Kitdlît; dänisch Fortunebay) ist eine wüst gefallene grönländische Siedlung im Distrikt Qeqertarsuaq in der Kommune Qeqertalik.

## Lage
Killiit liegt auf einer gleichnamigen Inselgruppe wenige Meter vor der Südküste der Diskoinsel knapp 10 km westlich von Qeqertarsuaq.

## Geschichte
In Killiit wurde 1778 die Walfängeranlage Fortunebay gegründet, die zur Loge Godhavn in Qeqertarsuaq gehörte. Die Anlage wurde von einem Walfängerassistenten geleitet und hatte zudem einen Zimmermann und acht bis zehn Matrosen angestellt, von denen ungewöhnlicherweise bereits 1785 sechs Grönländer waren. Es wurden drei Stockwerksgebäude errichtet, von denen eines vom Handelsassistenten und Schiffsoffizieren bewohnt wurde, während die anderen beiden größeren von allen anderen Männern geteilt wurden. In der Anlage wurde das Schiff Taasinge Slot stationiert, dessen Besatzung gemeinsam mit den Angestellten der Anlage auf Walfang ging. Nachdem 1782 neben der Loge Godhavn auch die Walfängeranlage Godhavns Næs errichtet worden war, kam es zu administrativen und praktischen Problemen mit den drei verschiedenen Orten, die so nah aneinander lagen. Deswegen wurde 1789 beschlossen, dass alle drei zusammenarbeiten sollten, was wegen geringerer Konkurrenz die wirtschaftliche Lage etwas verbesserte. Am 1. Juli 1791 wurde die Anlage Fortunebay dennoch aufgegeben. 1799 lebten in Killiit 14 Personen.
1849 wurde Fortunebay noch einmal als Udsted neugegründet. 1850 lebten 25 Menschen im Ort. Der Udsted hatte noch bis ca. 1870 Bestand. Seitdem ist der Ort verlassen.

## Liste der Kolonialangestellten
Folgende Personen waren als Anlagenverwalter tätig:
- 1779–1780: Mogens Sommer
- 1780–1781: Johannes Pedersen Hammer
- 1781–1782: Ole Tønder Olrik
- 1782–1783: Christoffer Nikolaj Libeck
- 1783–1788: Svend Sandgreen
- 1788–1791: Joachim Holm